# Polenta
Polenta je jed, ki jo pripravimo s kuhanjem koruznega zdroba, navadno v slani vodi.
V Istri so polento največkrat pripravljali na odprtem kurišču, v visečem kotličku.
Uporablja se kot priloga k mesu, divjačini, gobam, siru, golažu, sezonski zelenjavi... Lahko jo tudi ohlajeno narežemo na rezine, jo popečemo in postrežemo npr. poleg morske hrane.

## Galerija
- Polenta v kotličku
- Polenta s sirom
- Bakala na rezinah popečene polente, kot ga servirajo v Benetkah